# Хронологія російського вторгнення в Україну (квітень 2023)
Ця стаття є частиною Хронології повномасштабного вторгнення Росії до України з 2022 року, яка є частиною хронології російської збройної агресії проти України з 2014 року.
Про події попереднього місяця — див. Хронологія російського вторгнення в Україну (березень 2023), наступного — див. Хронологія російського вторгнення в Україну (травень 2023)

## Загальне становище на 1 квітня 2023 року

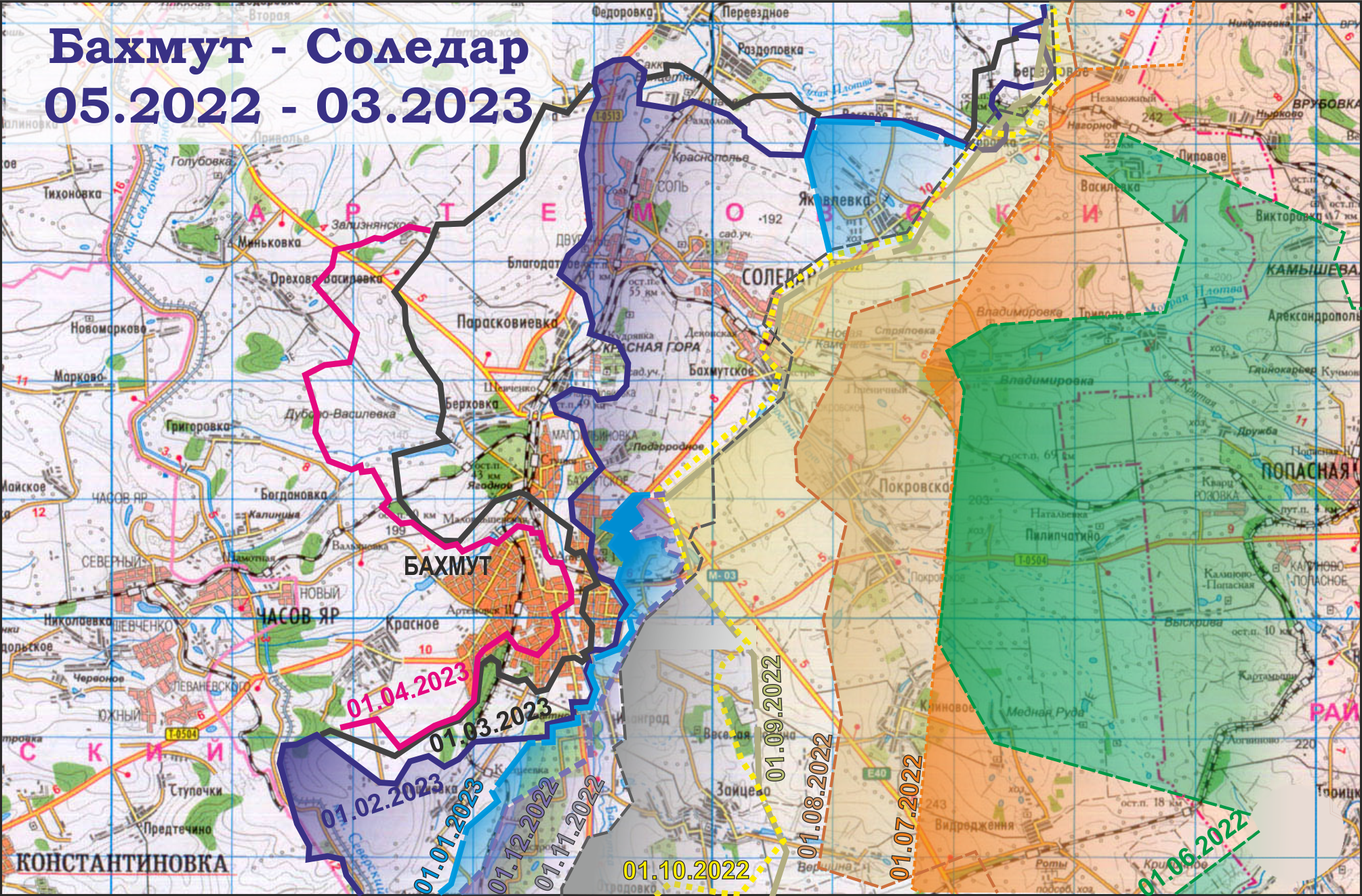
Просування росіян в Бахмуті на 01.04.2023

За даними Генштабу ЗСУ, протягом доби 31 березня російські війська завдали 5 ракетних та 16 авіаційних ударів та здійснили 39 обстрілів з реактивних систем залпового вогню.
31 березня Російська Федерація завдала чергового ракетного удару по цивільних об'єктах, застосувавши балістичні ракети. Для авіаударів противник також задіяв 6 ударних БпЛА типу «Шахед-136». Проте усі вони були знищені нашими захисниками.
Противник продовжує зосереджувати основні зусилля на веденні наступальних дій на Лиманському, Бахмутському, Авдіївському та Мар'їнському напрямках. Протягом минулої доби було відбито 70 атак противника на зазначених напрямках. Найінтенсивніші бої тривають за населені пункти Білогорівка, Бахмут, Авдіївка та Мар'їнка.
Протягом минулої доби противник здійснив обстріли н.п. Баранівка Чернігівської області; Катеринівка, Соснівка, Старикове, Волфине, Кіндратівка, Новомиколаївка, Миропілля, Попівка та Олександрівка Сумської області, а також населених пунктів Ветеринарне, Гоптівка, Стрілеча, Глибоке, Нескучне, Бочкове і Бударки на Харківщині.
На Куп'янському напрямку ворожих обстрілів зазнали населені пункти, що поряд з лінією бойового зіткнення: Кам'янка, Фиголівка, Масютівка, Синьківка, Крохмальне Харківської області та Новоселівське на Луганщині.
На Лиманському напрямку, протягом доби, противник вів безуспішні наступальні дії неподалік населених пунктів Макіївка, Кремінна, Червонопопівка, Діброва, Білогорівка та в районі Серебрянського лісництва. Артилерійських обстрілів зазнали Невське, Червонопопівка, Діброва, Білогорівка Луганської області, а також Спірне — Донецької.
На Бахмутському напрямку ворог не припиняє штурмувати місто Бахмут, намагається взяти його під повний контроль. Протягом минулої доби наші захисники відбили атаки противника в районах населених пунктів Богданівка та Іванівське. Від ворожих обстрілів постраждали Васюківка, Оріхово-Василівка, Новомаркове, Григорівка, Бахмут, Іванівське, Озарянівка та Майорськ Донецької області.
На Авдіївському та Мар'їнському напрямках противник вів наступальні дії поблизу населених пунктів Новобахмутівка, Авдіївка, Первомайське та Мар'їнка Донецької області, успіху не мав. Минулої доби, лише в районі Мар'їнки військовослужбовцями Сил оборони було відбито близько 20 ворожих атак. Водночас, ворог здійснив обстріли населених пунктів Степове, Тоненьке, Сєверне, Мар'їнка та Новомихайлівка.
На Шахтарському напрямку протягом минулої доби ворог активно застосовував БпЛА для коригування вогню артилерії, здійснив обстріли населених пунктів Водяне, Вугледар, Велика Новосілка, Красногорівка та Новосілка Донецької області.
На Запорізькому та Херсонському напрямках противник активних дій не проводив, удосконалював оборонні рубежі та позиції. Здійснив обстріли населених пунктів. Серед них — Времівка, Новосілка Донецької області; Ольгівське, Гуляйполе, Чарівне, Мала Токмачка, Новоданилівка, Оріхів, Малі Щербаки, Степногірськ Запорізької області, а також Херсон.
Після вогневого ураження по районах зосередження живої сили та техніки противника, у Троїцькому районі Луганської області  окупанти посилили контррозвідувальний режим. Проводиться перевірка місцевих жителів, у окремих населених пунктах — відключено мобільний зв'язок. Продовжилися випадки використання росіянами цивільної інфраструктури та приватної власності у власних цілях. Зокрема, у окремих населених пунктах Щастинського району Луганської області, відзначено виселення людей із власних осель для розквартирування військовослужбовців російських окупаційних військ.
Авіація Сил оборони за минулу добу завдала 10 ударів по районах зосередження окупантів. Підрозділи ж ракетних військ і артилерії уразили 9 районів зосередження живої сили, озброєння та військової техніки противника, склад пально-мастильних матеріалів, 2 зенітно-ракетних комплекси, артилерійський підрозділ на вогневій позиції, а також станцію радіоелектронної боротьби.

## 1-10 квітня

### 1 квітня

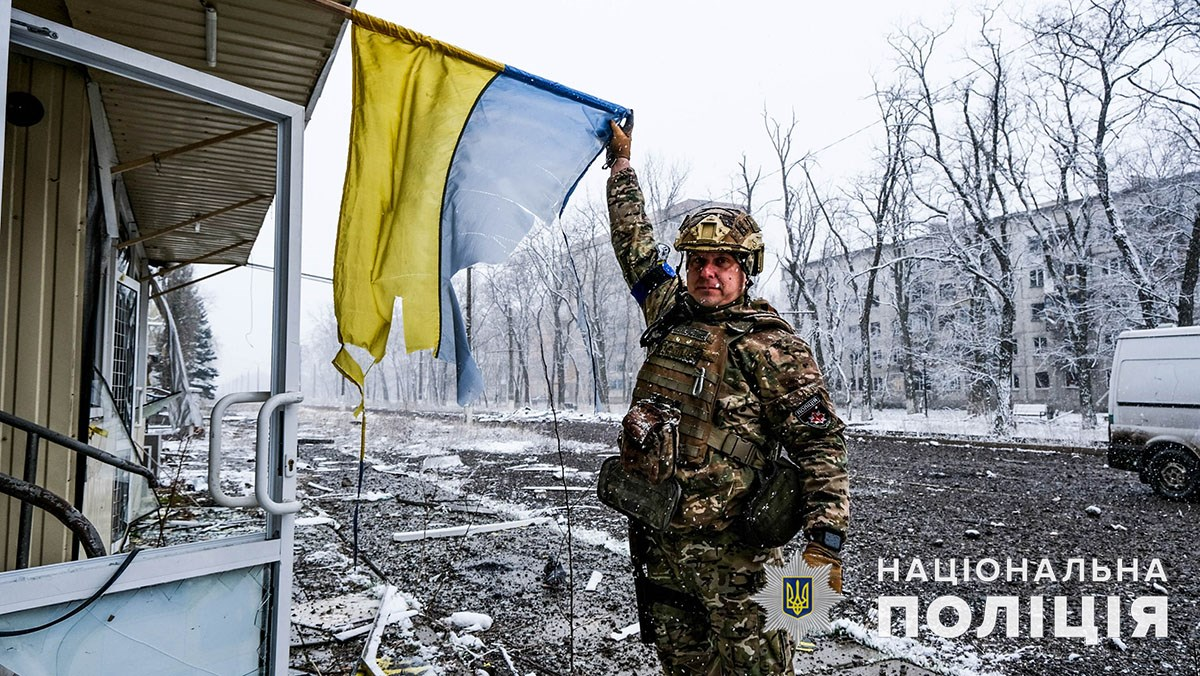
Поліцейський з евакуаційної групи «Білий Янгол» в Авдіївці

Російські загарбники продовжували зосереджувати основні зусилля на веденні наступальних дій на Лиманському, Бахмутському, Авдіївському та Мар'їнському напрямках. Протягом доби було відбито понад 70 атак противника на зазначених напрямках. Найгарячішими залишаються бої за райони населених пунктів Бахмут, Авдіївка та Мар'їнка.
На Лиманському напрямку протягом доби противник вів безуспішні наступальні дії в районах південніше Кремінної та Верхньокам'янського. На Бахмутському напрямку ворог не припиняє штурмувати місто Бахмут, намагається взяти його під повний контроль, військовослужбовці Сил оборони відбили понад 25 ворожих атак. Також протягом минулої доби наші захисники відбили атаки противника в районі населених пунктів Богданівка та Предтечине. На Авдіївському та Мар'їнському напрямках противник вів наступальні дії в районах Новокалинове, Авдіївка, Сєверне, Водяне, Первомайське та Мар'їнка Донецької області, успіху не мав. Минулої доби, лише поблизу Мар'їнки та Авдіївки військовослужбовцями Сил оборони України було відбито понад 20 ворожих атак.
Протягом доби противник завдав 2 ракетних та 30 авіаційних ударів, здійснив більш як 40 обстрілів з РСЗВ по позиціях ЗСУ та цивільній інфраструктурі населених пунктів. Російська Федерація завдала чергових ракетних ударів по цивільних об'єктах міста Дружківка та Авдіївка Донецької області, застосувавши балістичні ракети. Є загиблі та поранені серед цивільного населення. З артилерії, мінометів і танків російські окупанти обстрілювали прифронтові райони від Чернігівської до Херсонської областей.

### 2 квітня

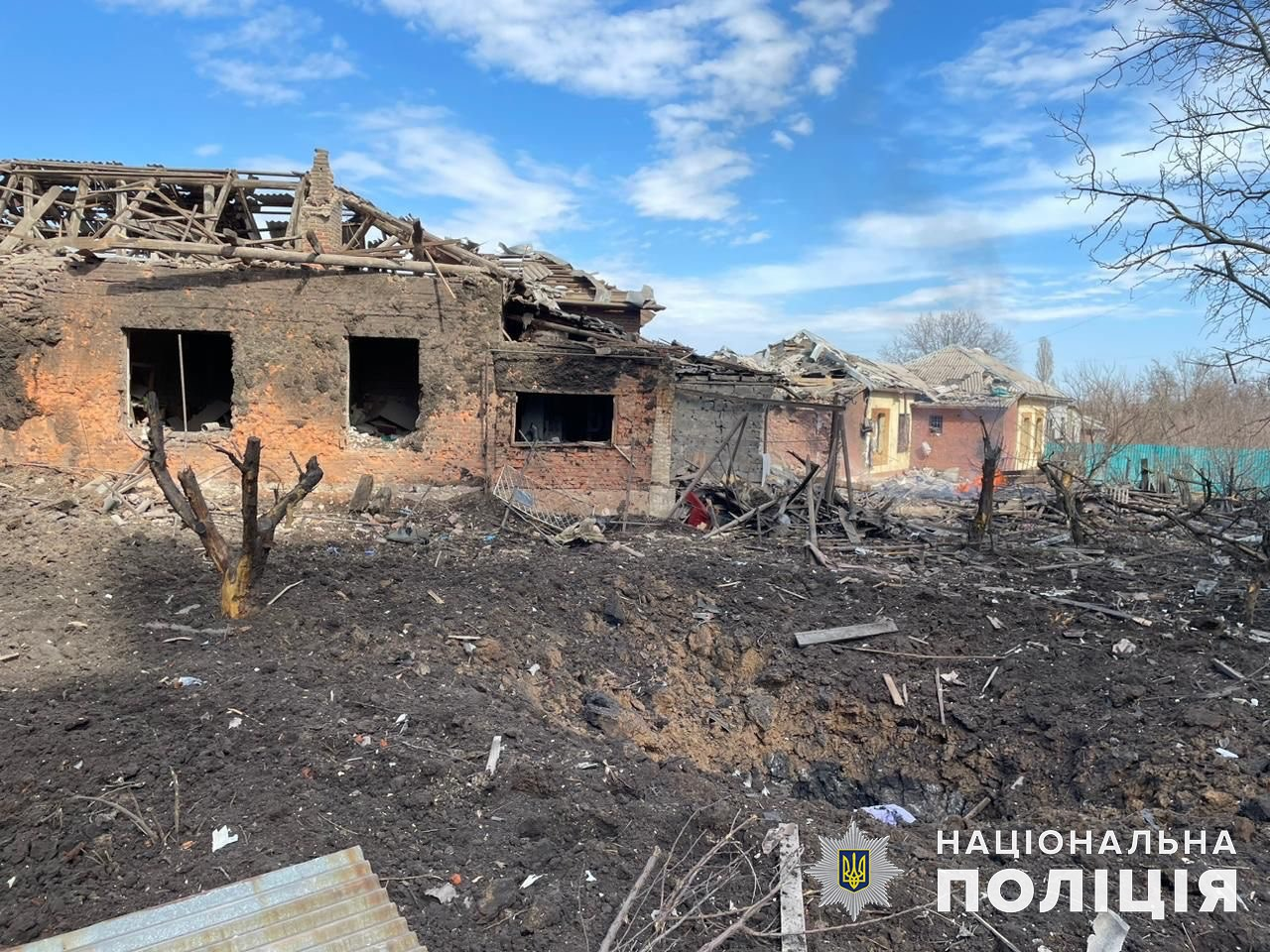
Будівлі в Костянтинівці після обстрілу

Російські окупанти зосереджували основні зусилля на веденні наступальних дій на Лиманському, Бахмутському, Авдіївському та Мар'їнському напрямках — було відбито понад 70 атак противника. В епіцентрі бойових дій залишаються Бахмут, Авдіївка та Мар'їнка. Надвечір ватажок ПВК «Вагнер» заявив, що російський прапор встановлено на будівлі адміністрації м. Бахмут.
На Лиманському напрямку протягом доби противник вів безуспішні наступальні дії в районах Білогорівки та Верхньокам'янського. На Бахмутському напрямку ворог не припиняє штурмувати Бахмут, намагається взяти його під повний контроль. ЗСУ відбили понад 20 ворожих атак. Також ЗСУ відбили атаки окупантів у районі населеного пункту Іванівське. На Авдіївському та Мар'їнському напрямках противник вів наступальні дії в районах Авдіївки, Первомайського та Мар'їнки, успіху не мав. Минулої доби, лише поблизу Мар'їнки та Авдіївки українські воїни відбили понад 15 ворожих атак.
Протягом доби противник завдав 5 ракетних та 32 авіаційних удари, здійснив більш як 50 обстрілів з РСЗВ. З артилерії, мінометів. танків російські окупанти обстрілювали прифронтові райони від Сумської до Херсонської областей.
Росіяни обстріляли місто Костянтинівку Донецької області. Загинули шестеро людей, ще 11 дістали поранення. Було випущено дві ракети С-300 і здійснено чотири залпи з РСЗВ «Ураган», пошкоджено 15 багатоповерхівок і 11 приватних будинків, дитсадок та адмінбудівлю.
Ворог здійснив 20 обстрілів Херсонської області, випустив 131 снаряд. Місто Херсон ворог обстріляв один раз. Чотири снаряди влучили в житловий квартал міста, одна людина загинула.
В Санкт-Петербурзі у кафе «Стрит-бар» був підірваний російський пропагандист, військовий кореспондент, колаборант - Владлен Татарський.

### 3 квітня
Російські окупанти зосереджували основні зусилля на веденні наступальних дій на Лиманському, Бахмутському, Авдіївському та Мар'їнському напрямках. Протягом минулої доби було відбито 69 атак окупантів. Найзапекліші бої тривають за населені пункти Бахмут, Авдіївка та Мар'їнка.
На Лиманському напрямку протягом минулої доби противник вів безуспішні наступальні дії в районах населених пунктів Невське, Кремінна, Діброва та Серебрянського лісництва. На Бахмутському напрямку ворог намагається взяти під повний контроль місто Бахмут, продовжує його штурмувати. Вів безуспішні наступальні дії поблизу населених пунктів Оріхово-Василівка та Іванівське. Підрозділи сил оборони України протягом доби відбили 32 атаки противника на зазначеній ділянці фронту.  На Авдіївському та Мар'їнському напрямках противник вів наступальні дії в районах Новокалинове, Красногорівка, Авдіївка, Сєверне, Первомайське та Мар'їнка, Протягом доби противник завдав 3 ракетних та 21 авіаційного удару, здійснив 33 обстріли з РСЗВ. З артилерії, мінометів. танків російські окупанти обстрілювали прифронтові райони від Сумської до Херсонської областей.
З російського полону повернулися 12 українців. Десятеро оборонців належать до солдатського та сержантського складу.

### 4 квітня
Російські загарбники продовжували зосереджувати основні зусилля на веденні наступальних дій на Лиманському, Бахмутському, Авдіївському та Мар'їнському напрямках — протягом доби було відбито понад 60 атак противника. В епіцентрі бойових дій залишаються Бахмут та Мар'їнка.
На Лиманському напрямку протягом доби противник вів безуспішні наступальні дії в районах південніше Кремінної та південніше Спірного. На Бахмутському напрямку ворог намагався взяти під повний контроль місто Бахмут, продовжував його штурмувати; бої йшли за центр міста. Також, окупанти вели безуспішні наступальні дії в районі Богданівки, що на Донеччині. Підрозділи сил оборони протягом доби відбили близько 30 атак противника на зазначеній ділянці фронту. На Авдіївському та Мар'їнському напрямках противник вів наступальні дії в районах Новокалинове, Сєверне, Первомайське та Мар'їнка.

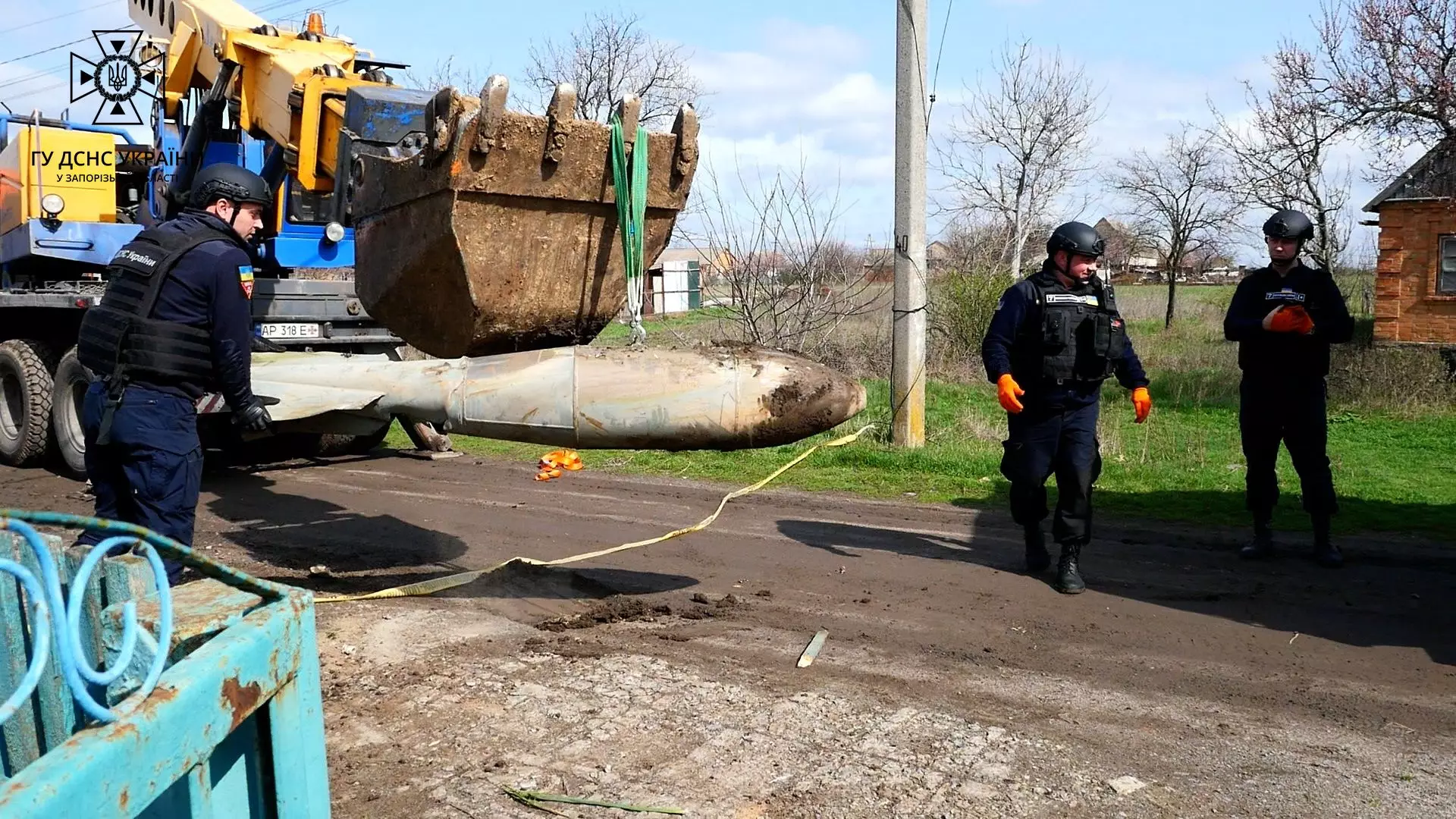
Вивезення російської авіабомби ФАБ-500, скинутої на село Преображенка Запорізької області

Протягом минулої доби противник завдав 3 ракетних та 47 авіаційних  ударів, зокрема, застосував 17 БпЛА типу «Shahed-136». 14 з них були знищені захисниками України. Також ворог здійснив 42 обстріли з РСЗВ. Є загиблі та поранені серед цивільного населення. З артилерії, мінометів. танків російські окупанти обстрілювали прифронтові райони від Сумської до Херсонської областей.
Повітряні сили ЗСУ знищили 14 із 17 ударних дронів «Shahed-136/131», випущених у ніч по Одесі. Наявні відео свідчення влучання в об'єкти, що знаходилися на території Одеського аеродрома, можлива детонація боєкомплекту.

### 5 квітня
Російські окупати продовжували зосереджувати основні зусилля на веденні наступальних дій на Лиманському, Бахмутському, Авдіївському та Мар'їнському напрямках. Протягом доби ЗСУ було відбито більш як 60 атак противника. В епіцентрі бойових дій залишалися Бахмут, Авдіївка та Мар'їнка. В Бахмуті тривали бої за центр міста.
На Лиманському напрямку противник вів безуспішні наступальні дії в районах Невського та Серебрянського лісництва. На Бахмутському напрямку ворог намагається взяти під повний контроль місто Бахмут, продовжує його штурмувати. Також протягом минулої доби противник вів безуспішні наступальні дії в районі населених пунктів Богданівка та Іванівське. Підрозділи сил оборони відбили близько 20 атак противника на зазначеній ділянці фронту. На Авдіївському та Мар'їнському напрямках противник вів наступальні дії в районах Новокалинового, Авдіївки та Мар'їнки Донецької області, успіху не мав. Лише біля Мар'їнки здійснив понад 25 безуспішних атак.
Протягом доби противник завдав 3 ракетних та 29 авіаційних ударів, здійснив 51 обстріл з РСЗВ. З артилерії, мінометів. танків російські окупанти обстрілювали прифронтові райони від Чернігівської до Херсонської областей.
Український президент — Володимир Зеленський з дружиною прибув до Польщі. Між Україною та Польщею у рамках робочого візиту, підписано угоди про постачання в Україну польської військової техніки, підписано документ про постачання польських БТР Rosomak, самохідних мінометів Rak, систем протиповітряної оборони Piorun, винищувачів типу МіГ та іншого озброєння.

### 6 квітня
Російські окупанти продовжували зосереджувати основні зусилля на веденні наступальних дій на Лиманському, Бахмутському, Авдіївському та Мар'їнському напрямках — за минулу добу відбито понад 40 атак противника.
На Лиманському напрямку минулої доби противник вів безуспішні наступальні дії в районах населених пунктів Кремінна та Спірне. На Бахмутському напрямку ворог продовжує вести наступальні дії, намагається взяти під повний контроль місто Бахмут, тривають жорстокі бої. Протягом доби противник вів безуспішні наступальні дії в районі населених пунктів Оріхово-Василівка, Богданівка та Біла Гора. Підрозділи сил оборони відбили 16 атак противника на цій ділянці фронту. На Авдіївському та Мар'їнському напрямках противник вів наступальні дії в районах Новокалинове, Сєверне, Первомайське та Мар'їнка Донецької області, успіху не мав. Найзапекліші бої на зазначеній ділянці фронту тривають за Мар'їнку, де було відбито 19 ворожих атак.
Протягом доби противник завдав 5 ракетних та 18 авіаційних ударів, здійснив 53 обстріли з РСЗВ. З артилерії, мінометів. танків російські окупанти обстрілювали прифронтові райони від Чернігівської до Херсонської областей.

### 7 квітня
Міністерство оборони Великобританії повідомляє, що російські війська просунулися в центр Бахмуту й захопили західний берег річки Бахмута.

### 8 квітня
Ворог завдав ракетних ударів по цивільному населенню Куп'янського району. Внаслідок обстрілу селища Дворічна загинули двоє чоловіків — 65 та 34 років, в селі Подоли поранення зазнала 65-річна жінка.
В Україну повернулася 31 дитина з кількох десятків тисяч, яких російські сили вивезли з окупованих територій.

### 9 квітня
Російські агресори в ніч завдали ракетного удару по Запоріжжю. Російські ракети С-300 потрапили у приватний сектор — зруйновано будинок, ще в десятках сусідніх будівель пошкоджено вікна та покрівлі. Внаслідок атаки загинули батько та 11-річна дівчинка.

### 10 квітня

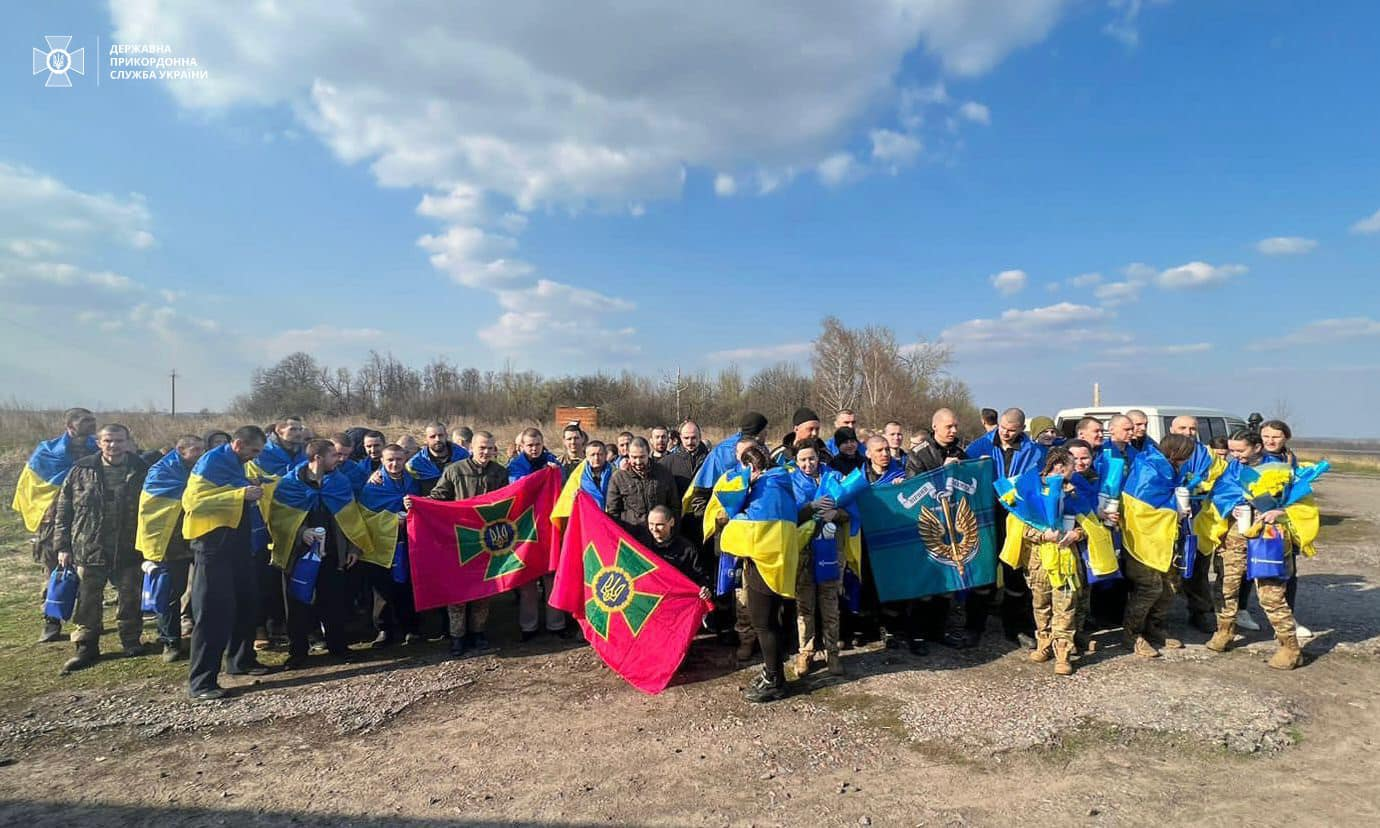
Українські військовослужбовці, звільнені 10 квітня

Україна повернула з російського полону ще сотню своїх захисників.
За матеріалами СБУ судитимуть ще 56 депутатів російської Держдуми РФ, які голосували за визнання так званих «Л/ДНР». На підставі зібраних доказів слідчі СБУ повідомили російським депутатам про підозру за статтею про посягання на територіальну цілісність та недоторканність України (ч.3 ст.110 КК України).
Російські війська здійснили 66 артилерійських обстрілів, 4 авіаудари, 7 атак із застосуванням БПЛА, 2 з РСЗВ по Запоріжській області.
Держдума РФ ухвалила закон про єдиний реєстр військовозобов'язаних та електронні повістки. Якщо повістка не вважається врученою у письмовій чи електронній формі, вона вважається врученою після закінчення семи днів з дати її розміщення у «реєстрі повісток».

## 11-20 квітня

### 11 квітня

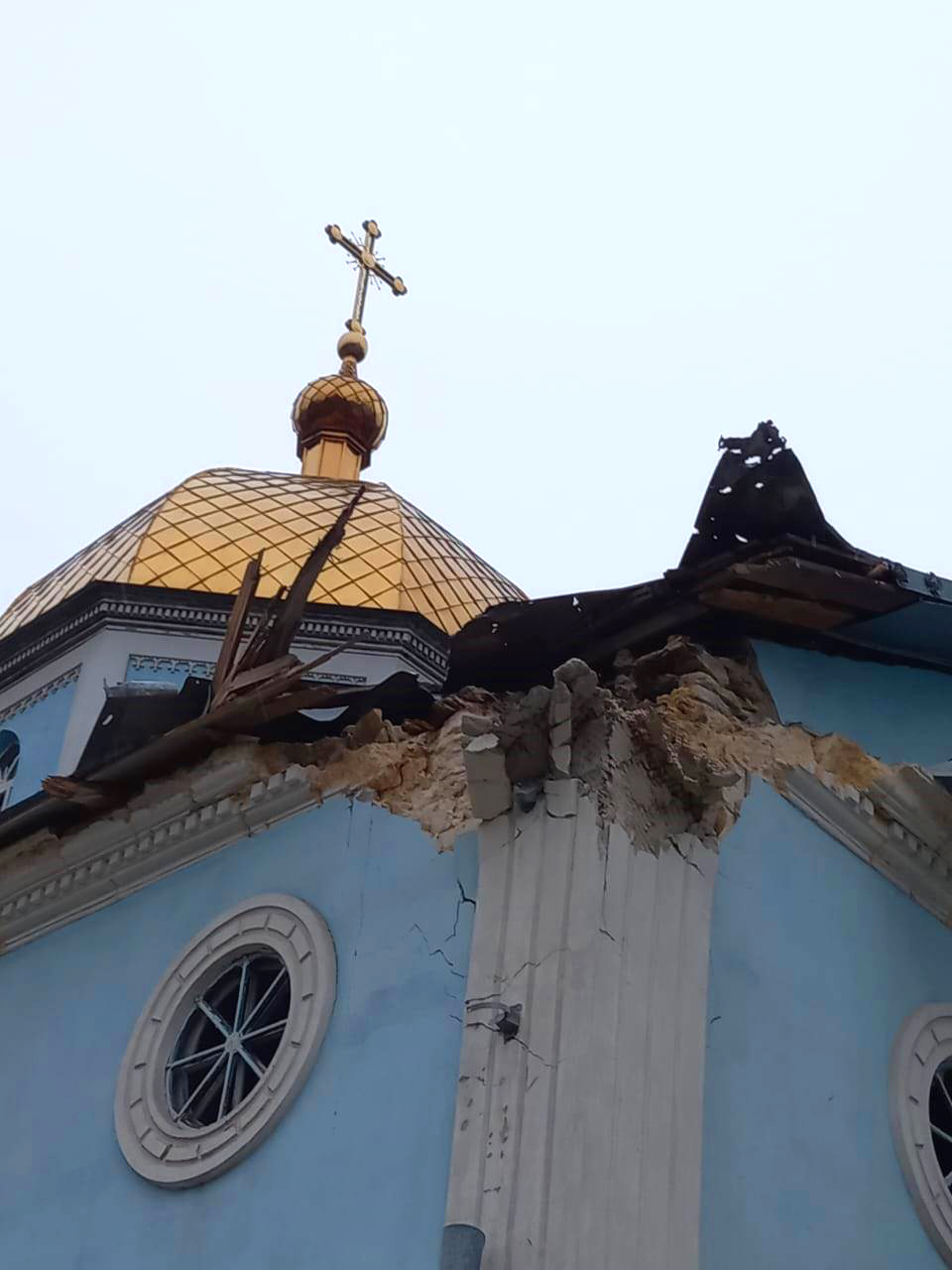
Греко-Софійська церква Херсона після обстрілу

На міста Оріхів і Гуляйполе було здійснено бомбардування росіянами. Черговим обстрілом Херсона пошкоджена Греко-Софійська церква (1780).
За даними ISW, росіяни продовжують здобувати позиції в Бахмуті, зазнаючи «ймовірно великих втрат». ISW також повідомляє, що українські сили відбивають російські наземні атаки в Бахмуті та поблизу Богданівки (6 кілометрів на північний захід від Бахмута) та Хромового.

### 12 квітня
На Бахмутському напрямку ворог продовжував вести наступальні дії, намагається взяти під повний контроль місто Бахмут. Противник вів безуспішні наступальні дії в районі північніше населеного пункту Хромове та біля Богданівки і Предтечиного. На Авдіївському і Мар'їнському напрямках противник вів безуспішні наступальні дії в районах населених пунктів Сєверне, Мар'їнка, Побєда, Новомихайлівка Донецької області. Найзапекліші бої тривали за Мар'їнку.

### 13 квітня
Противник продовжував зосереджувати основні зусилля на веденні наступальних дій на Лиманському, Бахмутському, Авдіївському та Мар'їнському напрямках. Найзапекліші бої тривали за Бахмут та Мар'їнку, було відбито близько 20 атак противника.

### 14 квітня

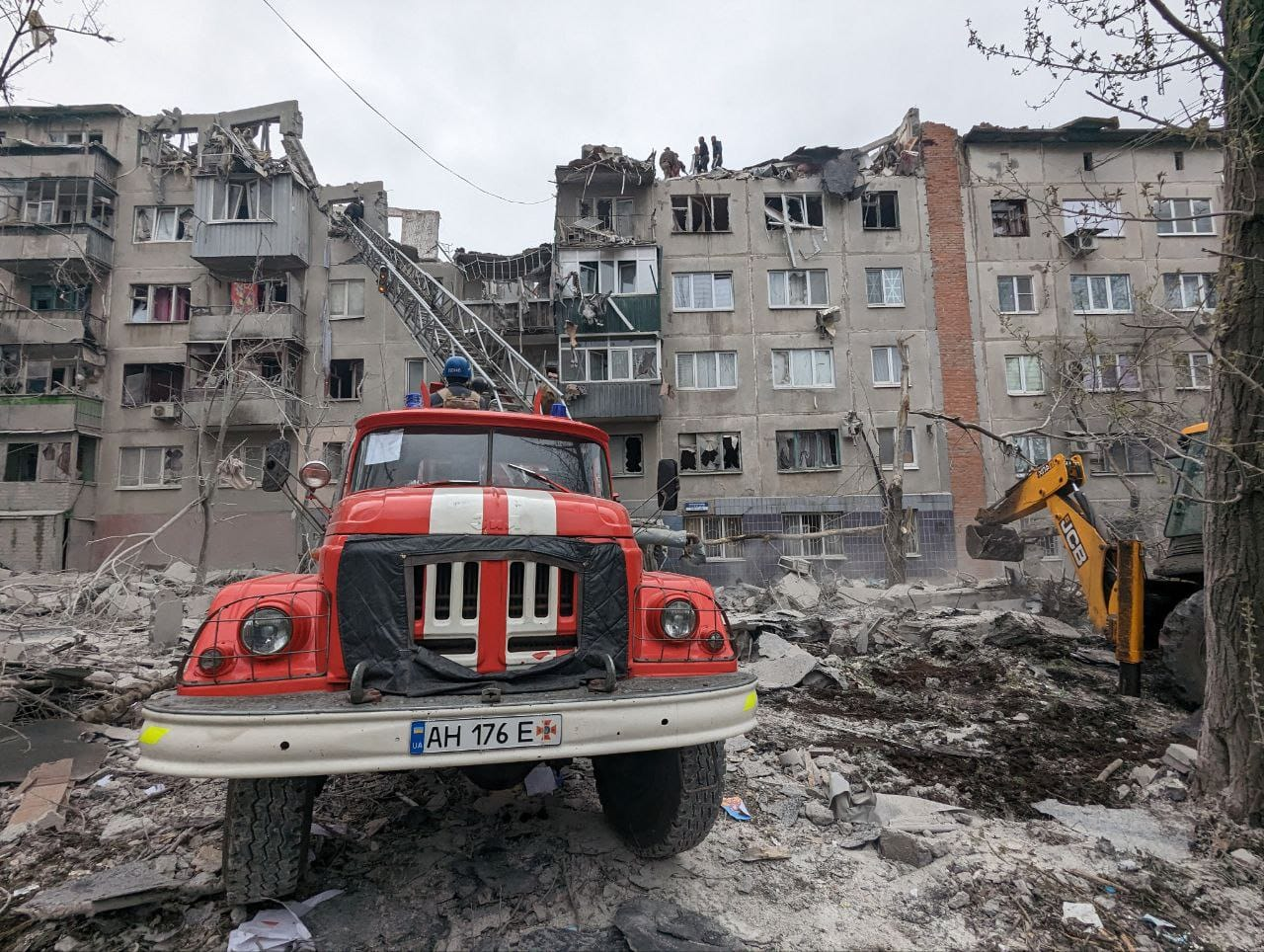
Будинок у Слов'янську після обстрілу

Війська РФ за добу здійснили шість авіаційних та 19 ракетних ударів, 13 з них — із ЗРК С-300 по Слов'янську та Краматорську, а також близько 20 обстрілів із РСЗВ. Влучання відбулись по житлових кварталах Слов'янська, частково зруйнували багатоповерхівки, пошкодили школу, 15 людей загинули, 24 поранені.

### 15 квітня
Був здійснений обстріл населеного пункту Горохівської громади Баштанського району. Пошкоджено будівлю дитячого садка та клубу. Без постраждалих

### 16 квітня

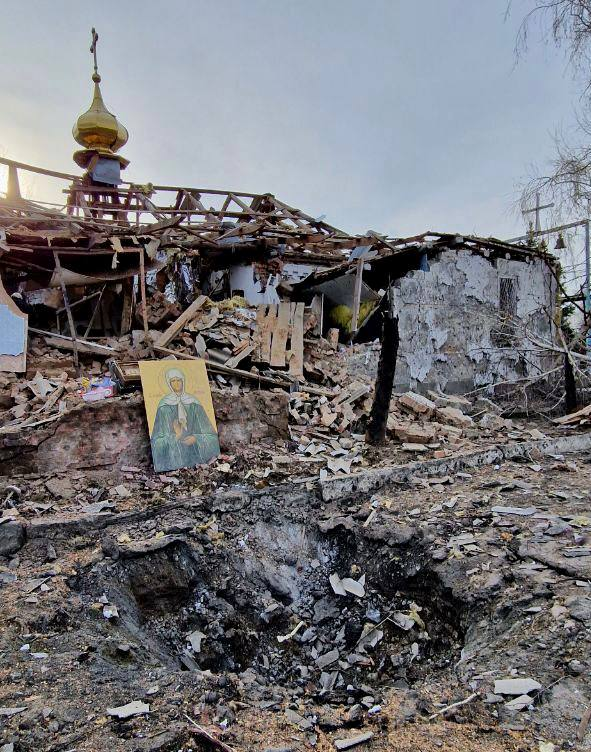
Церква в Комишувасі після обстрілу. 16.04.2023

В 02:20 ворожого ракетного обстрілу зазнала Снігурівська громада. В одному з населених пунктів громади внаслідок обстрілу загинули двоє підлітків 2005 року народження. Пошкоджені житлові будинки, навчальний заклад та приватне підприємство.
В ніч на Великдень російська армія зруйнувала ракетами С-300 церкву 1906 року, центральну бібліотеку та молитовний будинок у селищі Комишуваха Запорізької області.
Відбувся ще один етап обміну полоненими. Україна повернула додому 130 своїх захисників.
Міністр оборони України Олексій Резніков заяввив, що втрати українських військових менші за кількість жертв лютневого землетрусу в Туреччині.

### 17 квітня
Упродовж доби ворог завдав 34 авіаційних ударів, здійснив 31 обстріл із реактивних систем залпового вогню. Є поранені серед цивільного населення.

### 18 квітня
Російська артилерія обстріляла центральний ринок Херсона. Одна людина загинула, 10 отримало поранення. Тричі був обстрілян Оріхів у Запорізькій області, без жертв. Російські загарбники з артилерії обстріляли місто Українськ на Донеччині вранці, вісім людей поранено, пошкоджено три багатоповерхові житлові будинки та 18 торгових павільйонів місцевого центрального ринку.
Президент Володимир Зеленський відвідав передові позиції українських військ у місті Авдіївка Донецької області.

### 19 квітня
У на початку доби окупанти атакували Одещину дронами «Shahed-136», українські захисники збили 10 із 12 дронів.
Херсонська область була обстріляна ворогом 60 разів. Було пошкоджено житлові квартали населених пунктів області, будівлю підприємства критичної інфраструктури та територію автопідприємства в Херсоні.
Військові з повітряного командування «Схід» і ППО тероборони сбили 6 ударних БПЛА, який ворог спрямував на Дніпропетровщину.
Заступник міністра оборони генерал-лейтенант Олександр Павлюк заявив, що системи протиповітряної оборони Patriot прибули до України від трьох країн.

### 20 квітня
Київська міська рада 73 голосами розірвала договір оренди земельної ділянки з посольством РФ.
Росіяни обстріляли прикордоння Чернігівщини, одна людина загинули, кількох було поранено.
За даними ISW, російські сили продовжували обмежені атаки в районі Кремінної, тоді як російські джерела повідомляли, що українці продовжували розвідувальні операції на північний захід від Сватового. Росіяни продовжували обстріли в районі Бахмута, вздовж лінії Авдіївка-Донецьк та на заході Донецької області. Вони також продовжували оборонні приготування на півдні України, побоюючись можливого українського контрнаступу.

## 21-30 квітня

### 21 квітня
У Німеччині відбулося 11 засідання Контактної групи з питань оборони України у рамках формату Рамштайн.
Російські агресори випустили 235 снарядів з важкої артилерії по території Херсонської області. Обійшлось без загиблих та постраждалих.
Московський суд видав «заочний» ордер на арешт генерала Кирила Буданова, начальника Головного розвідувального управління, у зв'язку з вибухом на Кримському мосту.

### 22 квітня
Близько 22 години росіяни розпочали черговий обстріл Харкова та області. Моніторингові групи повідомляють, що по Харкову росіяни запустили 7 ракет, одна з яких розірвалась на території Росії. Попередньо, ворог бив ракетами С-300. На жаль, одна з ворожих ракет влучила у приватний будинок села Котляри Харківського району. Зруйновано два приватні будинки, пошкоджено десять будинків, гараж та чотири автомобілі.

### 23 квітня
Росіяни обстріляли з мінометів Херсон. Через російську атаку загинув 80-річний чоловік, також ворог масованим вогнем накрив село Кізомис Білозерської громади. Окупанти поцілили в школу. Постраждала також автівка правоохоронців та близько 25 житлових будинків.

### 24 квітня
Підрозділами Повітряних сил ЗСУ знищено дев'ять ворожих безпілотних літальних апаратів: шість ударних «Shahed-136/131» на східному напрямку — у зоні відповідальності повітряного командування «Схід» та три — у зоні відповідальності повітряного командування «Південь» — два ударних «Ланцет» і один БпЛА оперативно-тактичного рівня.
У окупованих росіянами Ровеньках на Луганщині сталася сильна пожежа на нафтобазі.
Т. зв. «губернатор» окупаційної влади РФ у Севастополі Михайло Развожаєв повідомив, що Чорноморський флот РФ відбив атаку надводних безпілотників на місто. Надводний дрон пройшов до Стрілецької бухти Севастополя. Вибух стався навпроти комплексу будівель — гуртожитку та учбових корпусів Севастопольского приладобудівного інституту.
Російські окупанти за добу здійснили понад 60 обстрілів Херсонської області, поранено 4 людини. Місто Херсон ворог обстріляв 6 разів.

### 25 квітня

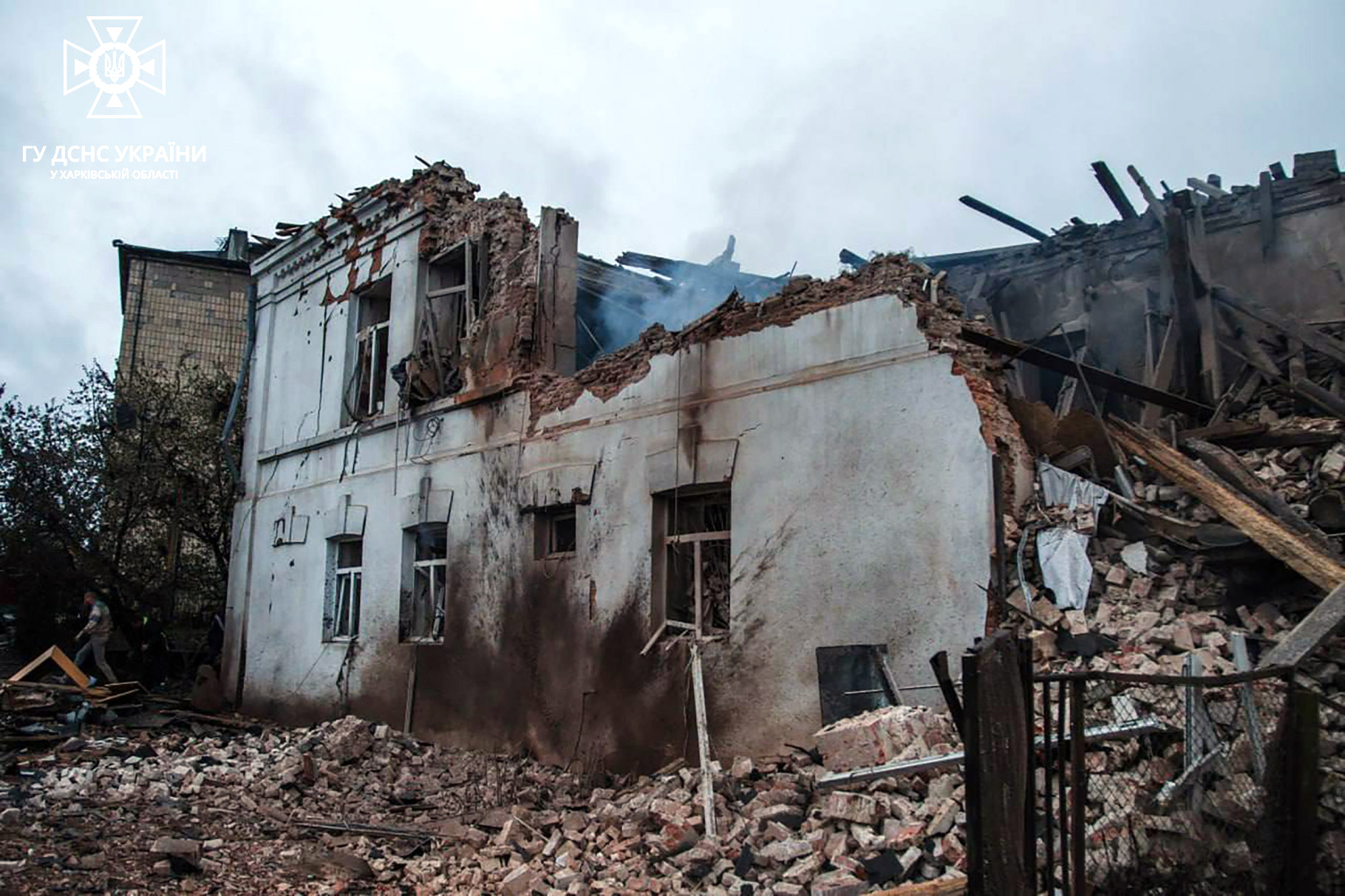
Куп'янський краєзнавчий музей після обстрілу. 25.04.2023

Російська армія зруйнувала двома ракетами С-300 Куп'янський краєзнавчий музей, де розташовувалось також міське управління культури, молоді та спорту. Загинули двоє людей, поранені 10.
В вечері окупанти з важкої артилерії відкрили вогонь по Марганцю й Нікополю. У Марганці постраждали жінки 64 та 77 років, вони лікуватимуться амбулаторно. У місті пошкоджені дві адмінбудівлі. Руйнувань зазнали вісім приватних будинків, п'яти- та двоповерхівка. Знищено дві господарські будівлі, 12 — понівечені. У Нікополі пошкоджено приватне підприємство, багатоквартирний будинок, магазин і автомобілі.

### 26 квітня
Україна та росія провели черговий обмін полоненими. Додому вдалось повернути 44 людини (36 рядових та сержантів і 6 офіцерів). Це військові, прикордонники, нацгвардійці, моряки, які захищали Маріуполь, «Азовсталь», Херсонщину й воювали на сході. Також звільнили двох цивільних.
Російські війська обстріляли прикордонну громаду Сумщини, Оріхів на Запоріжжі, було здійснено обстріл з міномета Юнаківської громади — чотири прильоти. Внаслідок обстрілу громади поранено двох цивільних осіб. В Запоріжжі пролунало кілька вибухів.

### 27 квітня

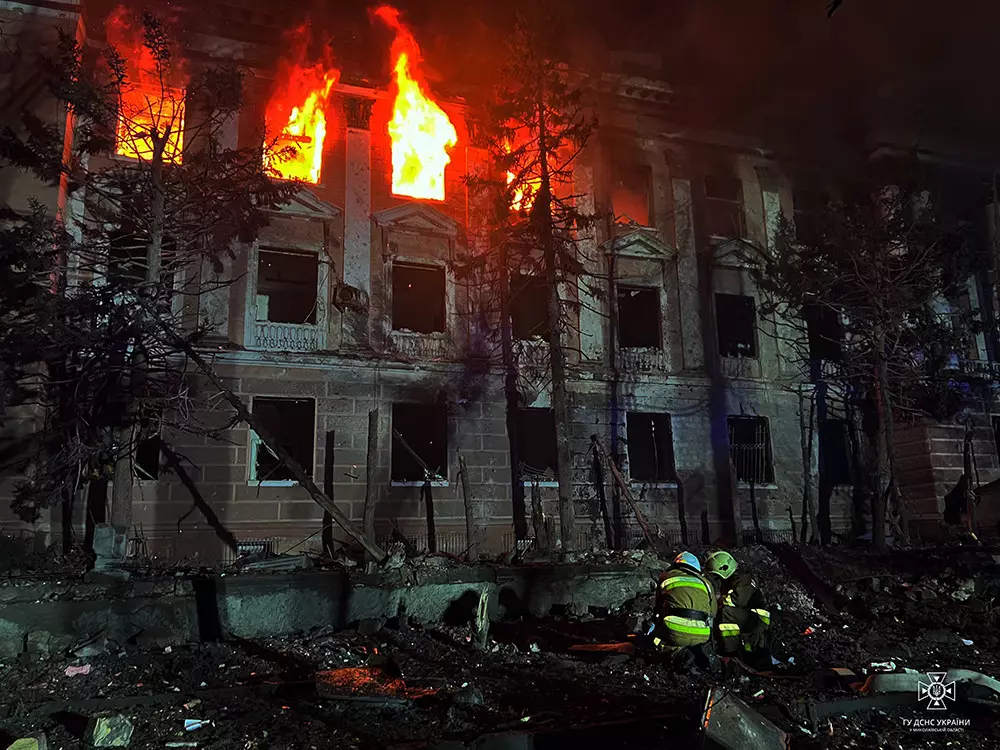
«Адміралтейство» в Миколаєві після ракетного удару. 27.04.2023

Близько другої години ночі російські окупанти обстріляли Миколаїв ракетами «Калібр», одна з яких влучила у багатоповерхівку, ще декілька — в приватні будинки. Відомо про одного загиблого і 23 поранених мирних жителів міста, серед яких одна дитина. Через обстріли в Херсоні одна людина загинула. Російські війська завдали удару по Тягинській громаді Херсонщини — у селі Одрадокам'янка загинула жінка, а її чоловіка було поранено.
Путін підписав указ, який дозволяє депортацію громадян України з окупованих Росією українських територій, які після 1 липня 2024 року збережуть українське громадянство.

### 28 квітня

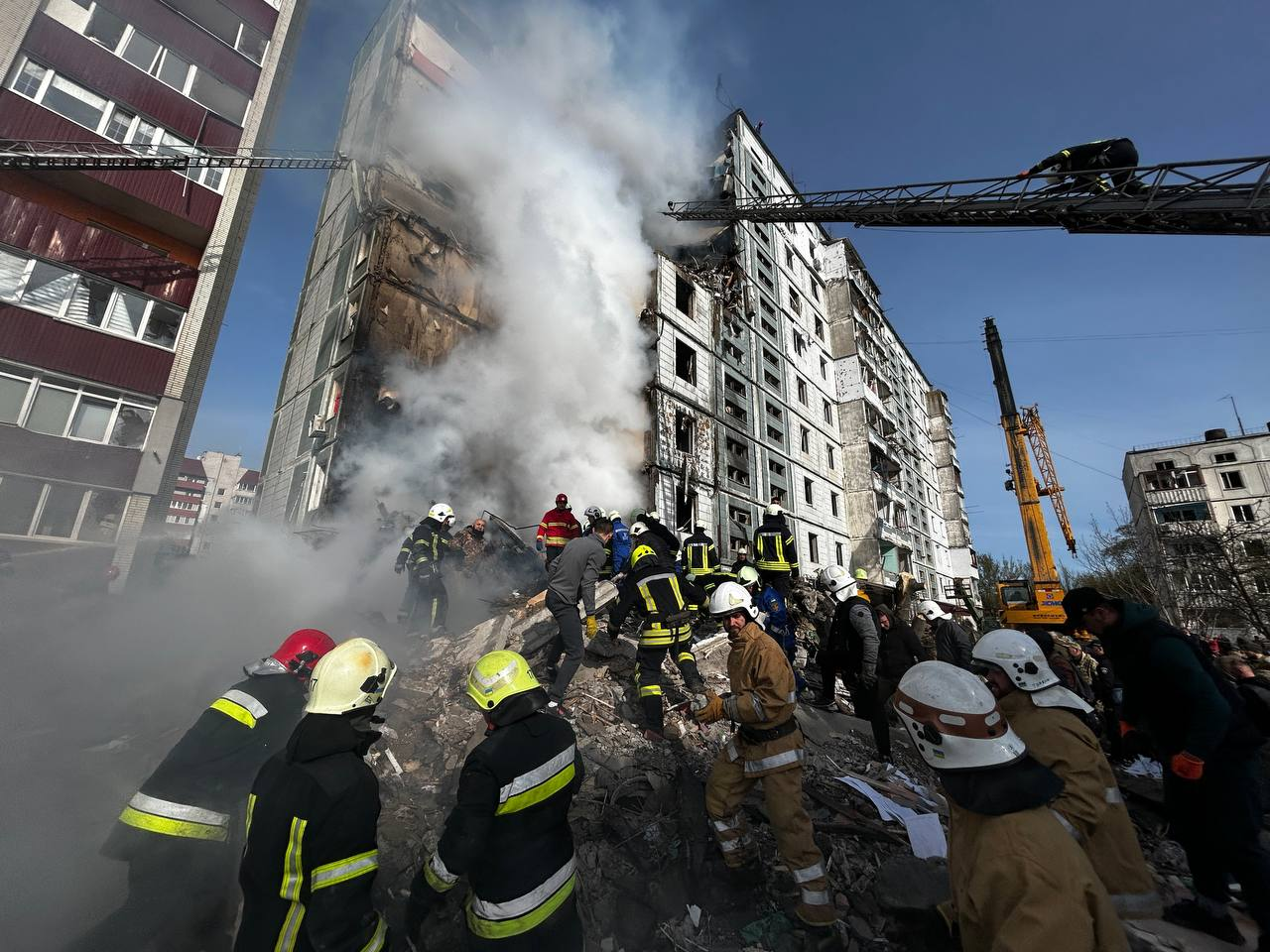
Обстріляний будинок в Умані. 28.04.2023

О 4:40 по Україні було завдано масованого ракетного обстрілу, зенітні війська ЗСУ знищили 21 із 23 крилатих ракет Х-101/Х-555, два БпЛА оперативно-тактичного рівня. Над Київською областю було збито 11 ракет, в Українці двоє людей поранено. Через російський обстріл Білозерки Херсонської області одна людина загинула, трьох поранено.
На Черкащині ракета влучила в багатоповерховий будинок в Умані. Загинули 23 людини, ще 5 постраждали.
Над Дніпропетровською областю збито 7 крилатих ракет. В Дніпрі — приліт по приватному будинку. Загинула 2-річна дівчинка і 31-річна жінка. Ще троє постраждалих.
Перші самохідні артилерійські установки (САУ) Caesar, які Данія обіцяла передати Україні, вже прибули і стають на бойове чергування.

### 29 квітня
Поблизу Козачої Бухти в окупованому Севастополі, було знищено понад 10 резервуарів з нафтопродуктами загальною ємністю 40 тисяч тонн. Як повідомляє окупаційна влада півострова у особі губернатора — Михайла Развожаєва, що відбулося два вибухи близько 4 ранку. Резервуари з пальним були атаковані трьома безпілотниками, два з яких влучили в ціль, один був збитий.

### 30 квітня
Росіяни вночі обстріляли Краматорськ та Костянтинівку ракетами. В Констянтинівці пошкоджено 10 будинків та інфраструктурний об'єкт. В місті частково відсутнє водопостачання.
Російські окупанти обстріляли Білозерку та Одрадокам'янку. Тяжкі травми отримав 29-річний чоловік, 58-річна жінка загинула на місці. З села Кізомис на Херсонщині було евакуйовано всіх дітей.
В 23:20 було здійснено ракетний обстріл по Павлограду, постраждали 25 людей, серед них 3 дитини. Понівечено 19 багатоповерхівок, 25 приватних будинків, шість закладів шкільної та дошкільної освіти, п'ять магазинів.

## Підсумки квітня 2023
Весь місяць точились жорстокі бої за Бахмут, росіянам вдалось дійти до центра міста; гарнізон ЗСУ б'ється у напівоточенні, мінуючи та знищуючи будівлі, щоб їх не зайняв ворог. Також окупанти намагались атакувати на захід від Кремінної, Авдіївку і Вугледар.